# Ředkev setá
Ředkev setá (Raphanus sativus) je druh z čeledi brukvovité. Do téže čeledi se řadí i brokolice, zelí, květák, kedlubna a řada dalších plodin.

## Popis
Jednoletá až dvouletá bylina, v počátku růstu s růžicí listů, později s kvetoucí lodyhou. Lodyha je větvená, až jeden metr vysoká, listy jsou lyrovité, peřenosečné. Oboupohlavné květy jsou fialové až bílé, také tmavě žilkované. Struky jsou válcovité, vzpřímené, dužnaté a nerozpadavé. Semena mají vejčitý tvar, jsou 3–4 mm dlouhá a 2–3 mm široká, světle hnědá s červeným nádechem. Klíčivost si udržují až šest let.
Vytváří podzemní bulvu, která je jedlá. Bulva vzniká z dužnaté části hypokotylu (spodní část stonku) s hladkým povrchem a z kořene s náznaky bočních kořínků. Tvar bulvy je značně proměnlivý, může být kulovitý, ploše kulovitý, podlouhlý, válcovitý, vřetenovitý (řepovitý). Bulvy mohou mít barvu bílou, růžovou, červenou, žlutou, hnědou, fialovou, modrou, černou… Dužina je bílá.
Variety tohoto druhu se pěstují jako kořenová zelenina, například ředkev setá letní čili ředkvička nebo ředkev setá bílá čili daikon.
Kromě toho byly vyšlechtěny odrůdy, které se pěstují kvůli chutným strukům. Struky mohou být dlouhé od několika centimetrů do více než 20 cm a mohou být zelené nebo fialové. Stejně jako bulva mají vysoký obsah vitamínu C. Upravují se technikou stir-fry, používají se do salátů nebo se jedí syrové s masem. Mají jemnou ředkvovou chuť, jsou šťavnaté a křupavé.

## Galerie

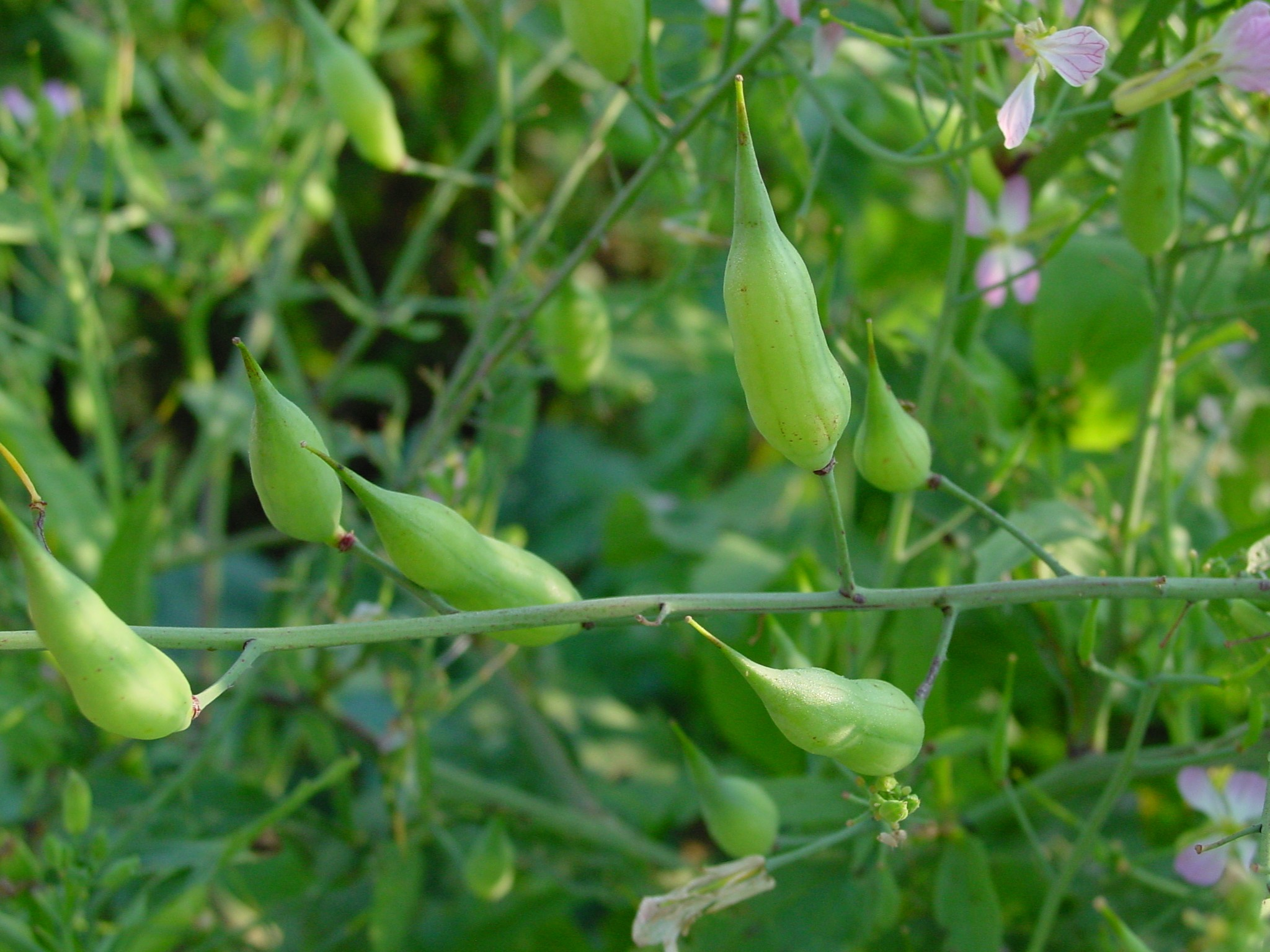
Struky ředkve seté
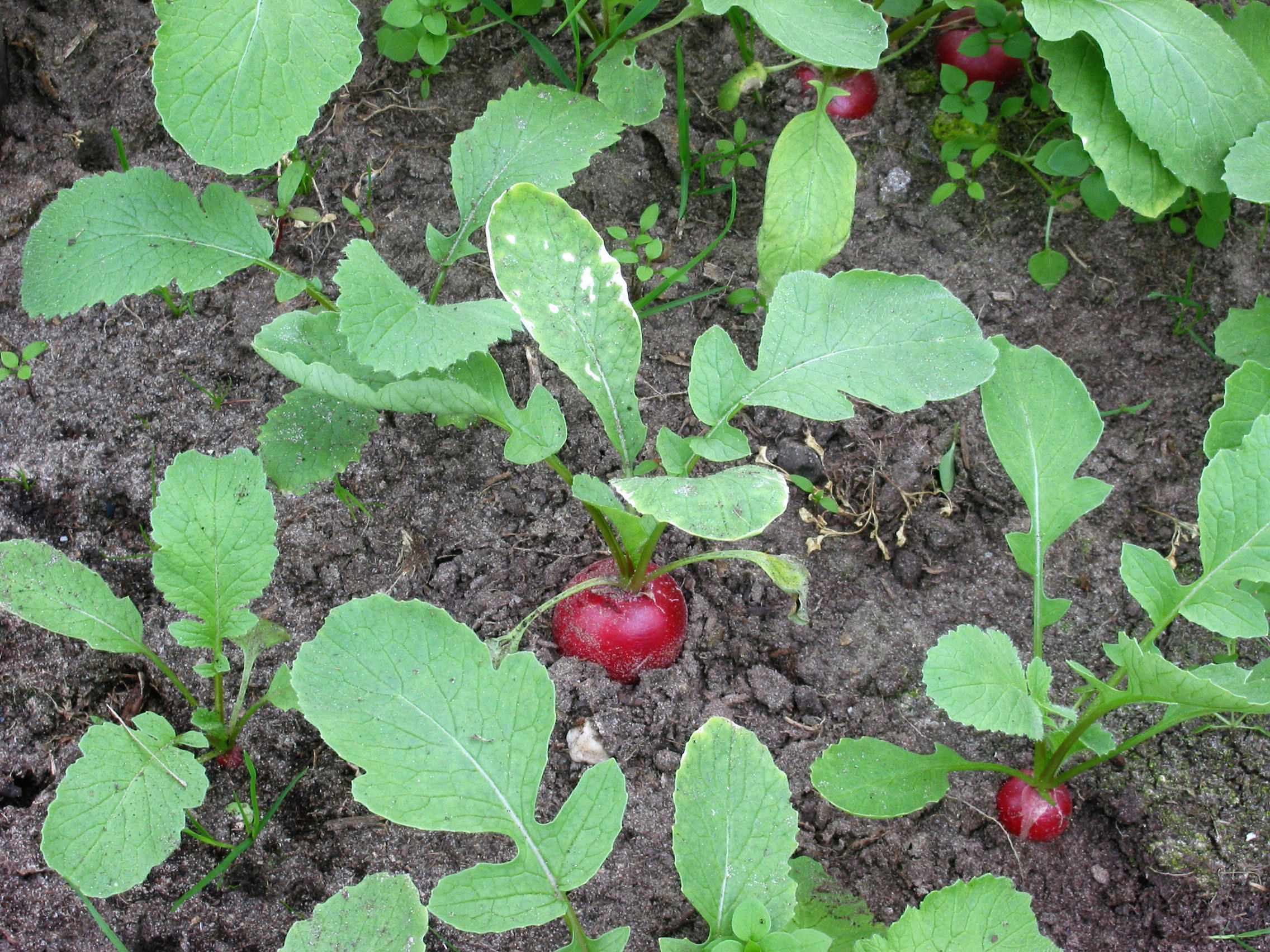
Raphanus sativus var. sativus, ředkvička
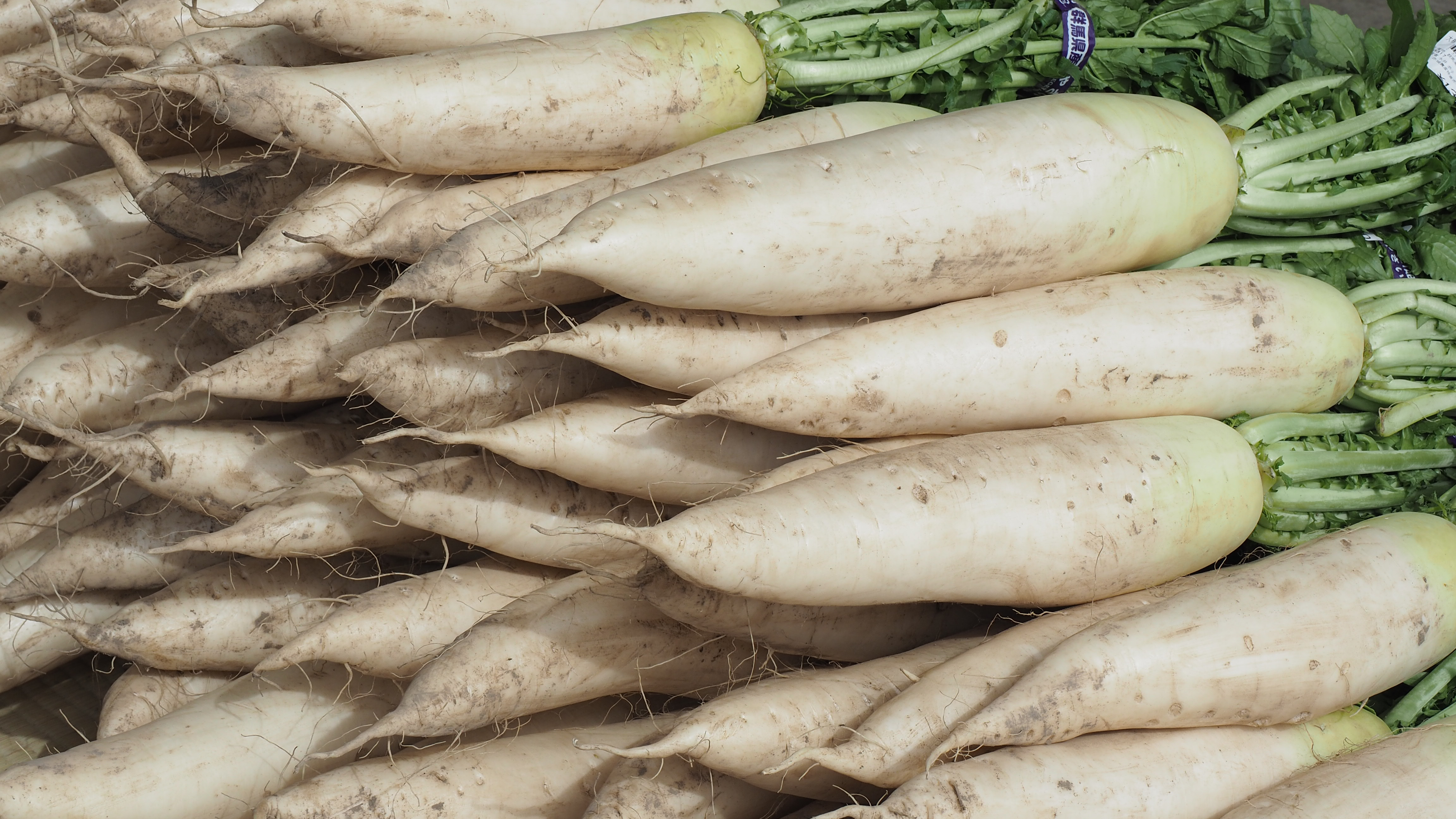
Raphanus sativus var. longipinnatus, daikon
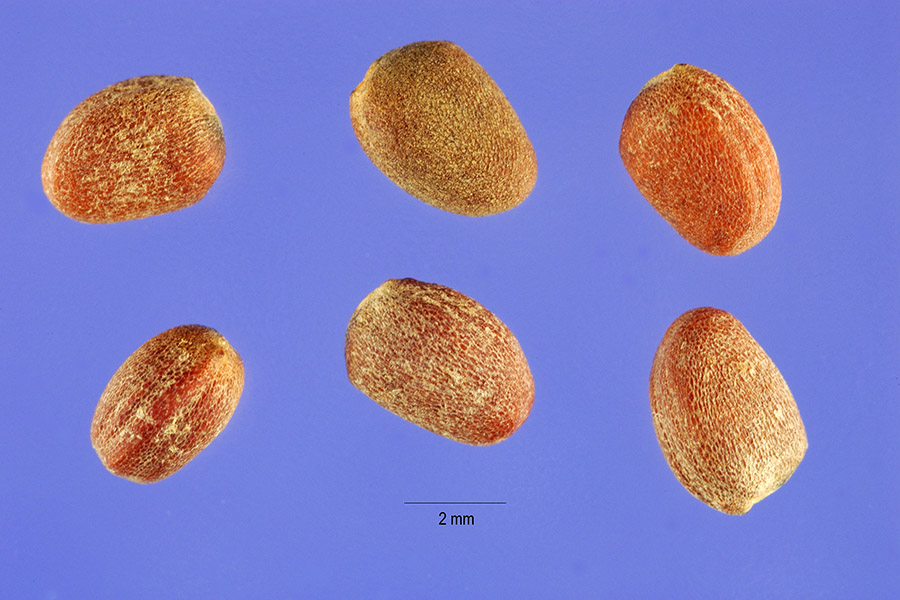
Semena ředkve seté
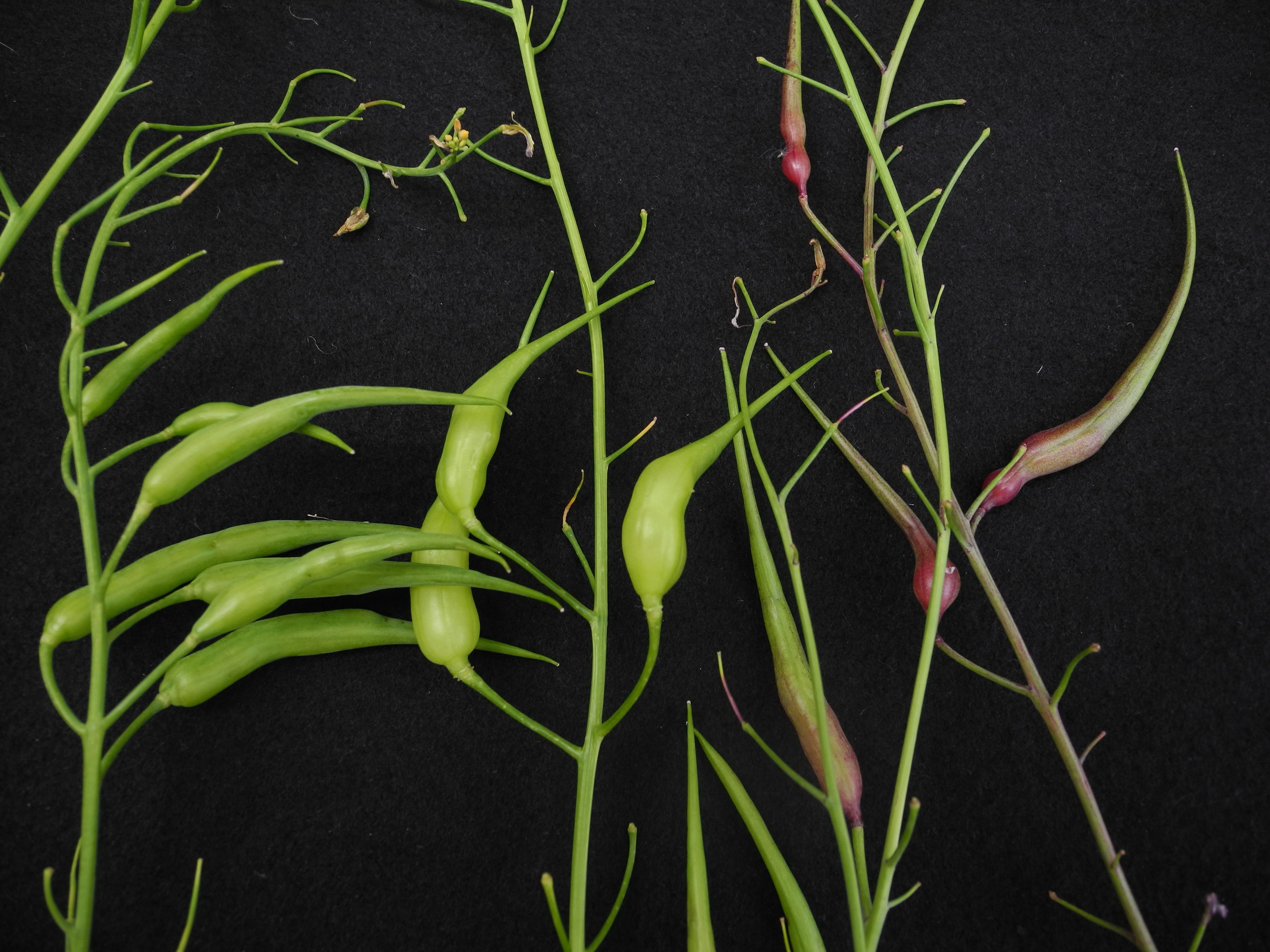
Jedlé struky
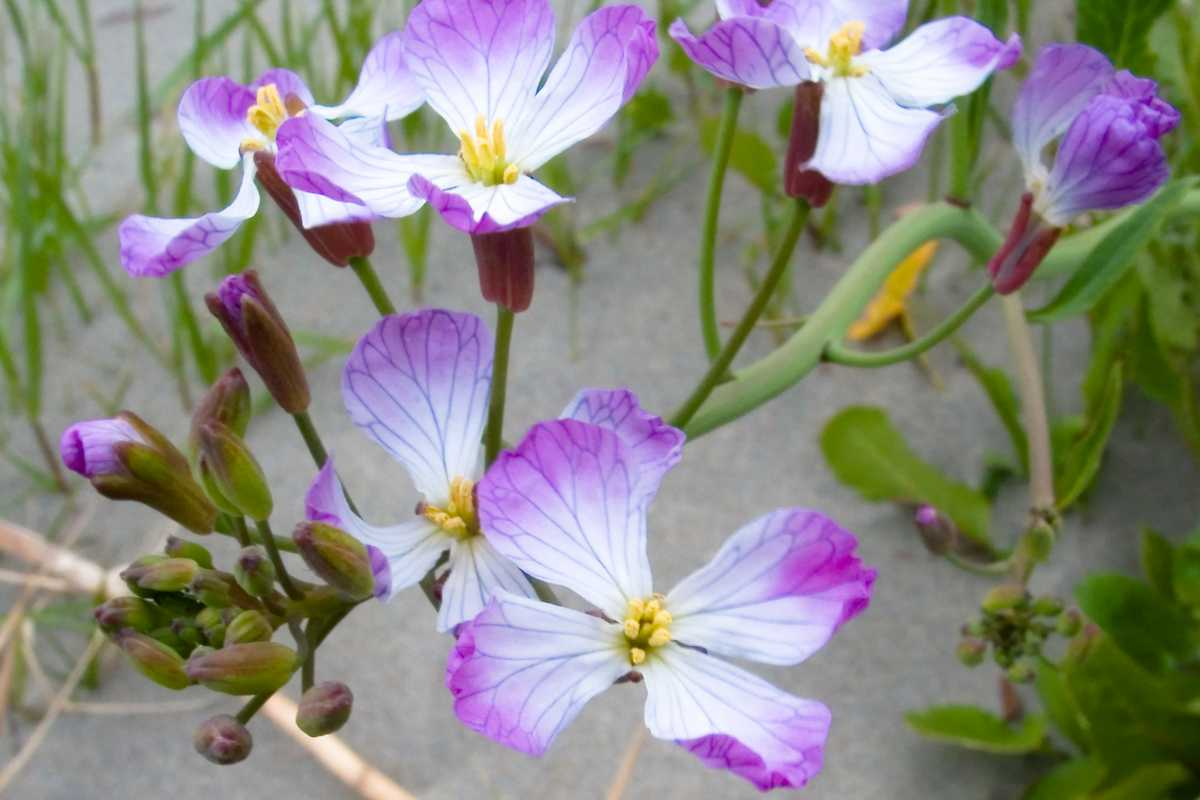
Raphanus sativus var. hortensis raphanistroides
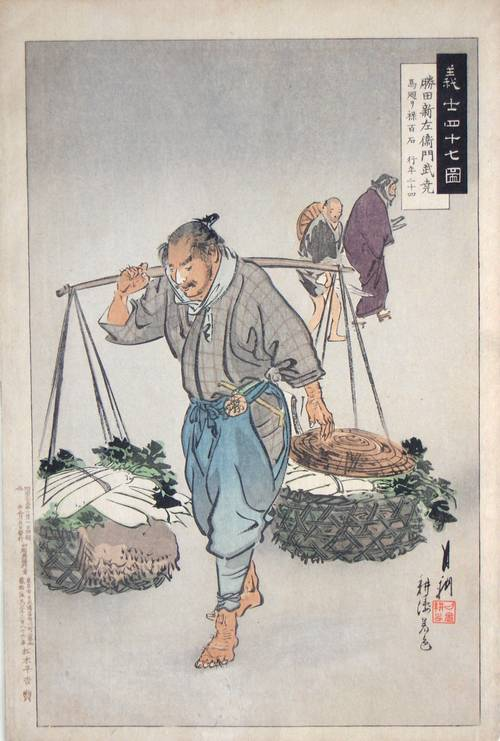
Ogata Gekkō: Věrný služebník, dřevořez(?) (1895–1903)
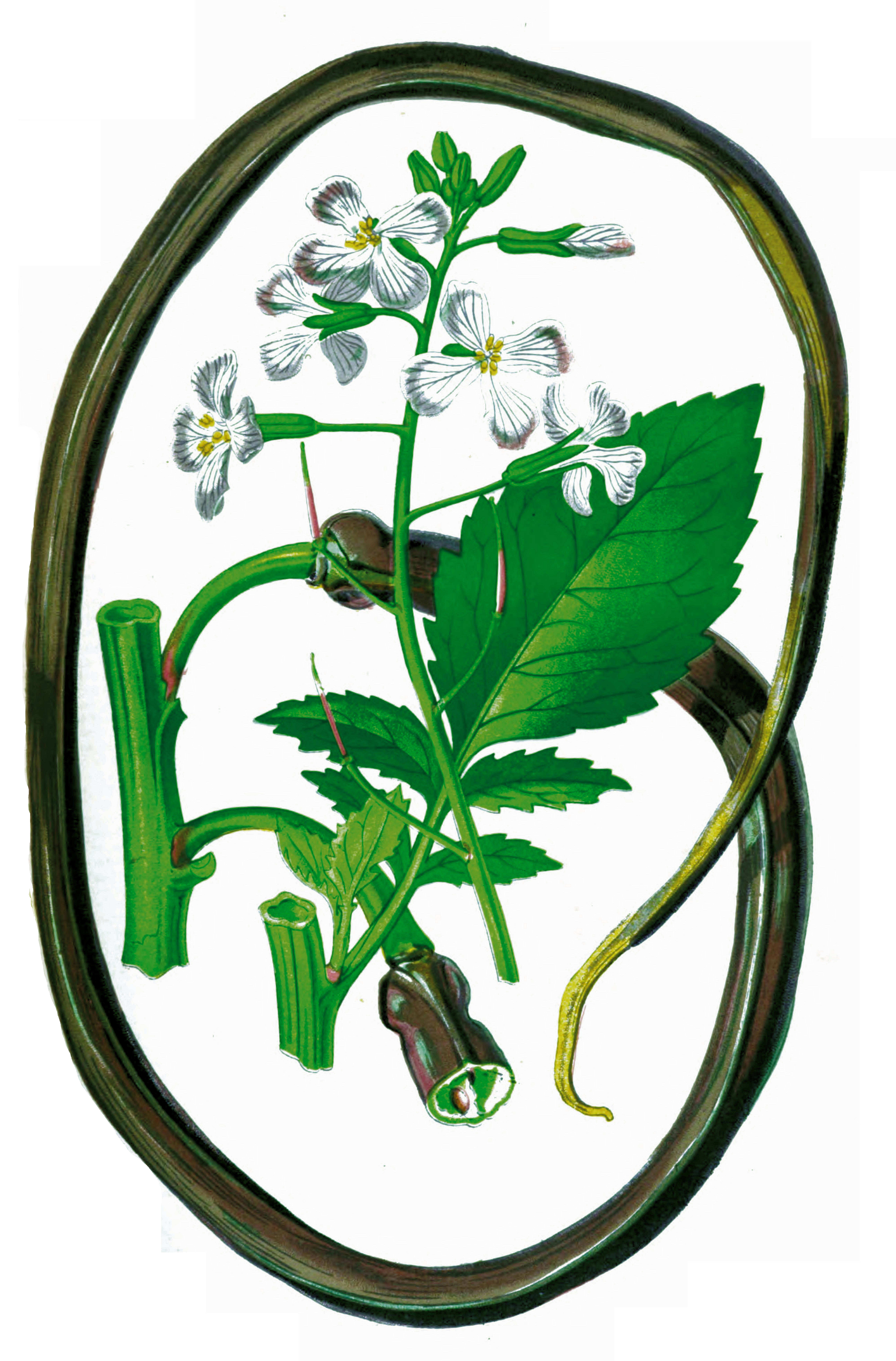
Nature and Art 1866, s. xiv, neznámý umělec
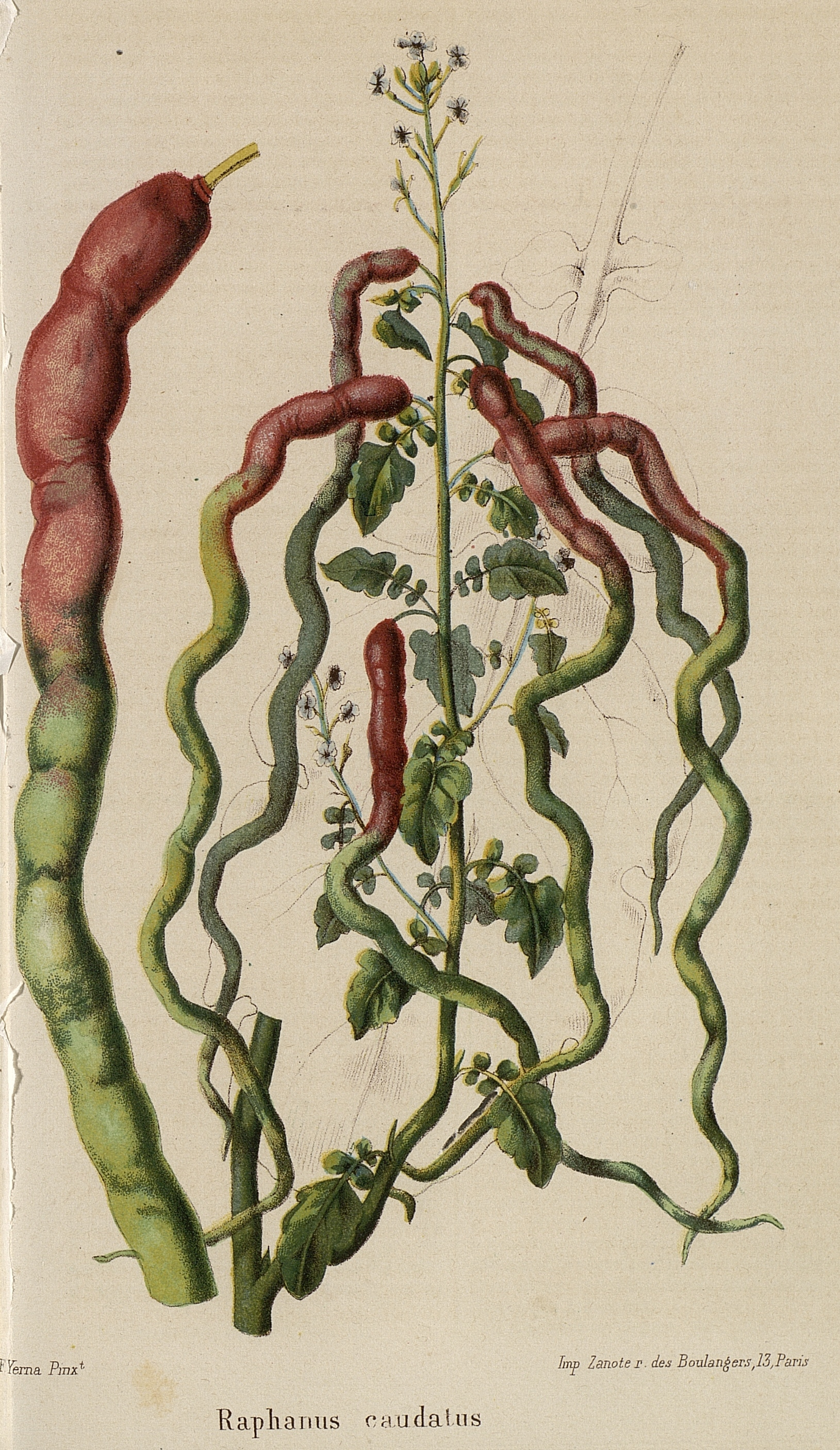
F. Yerna: Raphanus caudatus; litografie, Revue horticole 1866